# Sporthalle Charlottenburg
Die Sporthalle Charlottenburg (auch: Sömmeringhalle) ist eine Mehrzweckhalle in Berlin-Charlottenburg.

## Geschichte
Architekt Ludwig Leo entwarf das Gebäude, das der Form einer flachen Tonne nachempfunden ist. Bauherr war der Senator für Bau- und Wohnungswesen, Bezirksamt Charlottenburg. Der Beginn der Bauarbeiten erfolgte am 16. März 1962, es handelte sich um den größten Neubau einer Sporthalle in Berlin nach dem Zweiten Weltkrieg. Das Gebäude wurde aufgrund der Bodenbeschaffenheit auf rund 150 Stahlpfählen errichtet. Die Tribünen wurden ursprünglich für ein Fassungsvermögen von 2200 Menschen ausgelegt, bei einer Verkleinerung der Spielfläche konnte dieses um rund 1000 erhöht werden. 2022 wurde das Fassungsvermögen mit 2500 angegeben.
Veranschlagt waren für den Bau Kosten in Höhe von 2,2 Millionen D-Mark, die sich bis zur Fertigstellung auf 3,5 Millionen D-Mark erhöhten. Die Eröffnung der Sporthalle Charlottenburg fand am 31. Oktober 1964 statt.
Das Gebäude wird vom Landesdenkmalamt Berlin als Baudenkmal geführt.
Südlich der Halle liegt der Sportplatz Sömmeringstraße, der über eine Brücke mit der Sporthalle verbunden ist.

## Veranstaltungen (Auswahl)

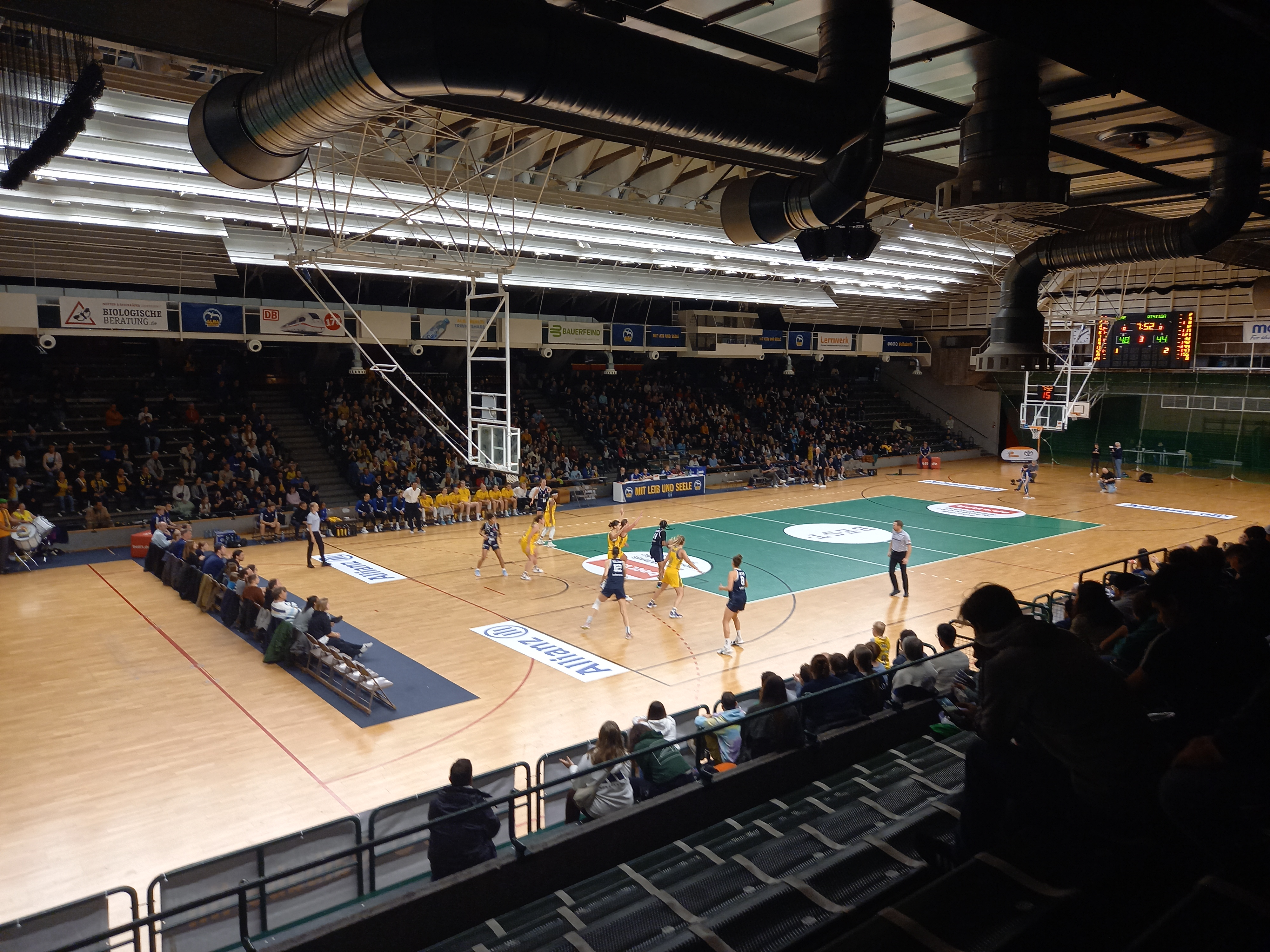
Spiel der Damen von Alba Berlin in der 1. Damen-Basketball-Bundesliga (2023)

- Spiel der Damen von Alba Berlin in der 1. Damen-Basketball-Bundesliga (2023)Basketball-Heimspiele von Alba Berlin (Frauen) seit 2022[3]
- Basketball-Heimspiele der Berlin Braves 2000
- Handball-Heimspiele der Füchse Berlin (Frauen)[4]
- Basketball-Heimspiele des DBV Charlottenburg
- Basketball-Supercup für Herren-Nationalmannschaften 1992, 1993, 1994, 1995, 1996[5]
- Basketball-Heimspiele des DTV Charlottenburg/BG Charlottenburg/Alba Berlin (Männer) bis 1996;[6]
- Volleyball-Heimspiele des SC Charlottenburg/SCC Berlin (jetzt Berlin Recycling Volleys)[7] bis 2011
- Basketball-Spiele beim Bundesfinale des Schulwettbewerbs Jugend trainiert für Olympia & Paralympics[8]
- Veranstaltungen im Amateur-[9] und Berufsboxen[10]
- Hallenfußball[11]
- Tag der Heimat[12]
- Veranstaltung Berlins Jugend tanzt 1986[13]